# Karl August von Brandenstein
Karl August von Brandenstein (Nauen, 24 gennaio 1792 – Berlino, 30 marzo 1863) è stato un generale prussiano.

## Biografia
Karl August era figlio di Wilhelm August von Brandenstein (1738-1815) e di sua moglie Friederike von Hake (1761-1831). Suo padre era un tenente colonnello prussiano del reggimento di fanteria "Ferdinando di Prussia". Il futuro tenente generale Friedrich von Brandenstein (1786–1857) era suo fratello.
Brandenstein frequentò la scuola dei cadetti a Berlino dall'11 giugno 1803 e entrò in servizio nell'esercito prussiano come sottotenente il 19 aprile 1811. Il 16 marzo 1812 venne trasferito al reggimento della guardia. Durante la campagna militare del 1813 in Germania, Brandenstein combatté nelle battaglie di Großgörschen e di Lipsia.
Dopo la guerra divenne tenente il 18 marzo 1816, e poi capitano e comandante di compagnia il 18 febbraio 1821. Il 20 marzo 1834 ricevette la IV classe dell'Ordine dell'Aquila Rossa, e pochi giorni dopo venne promosso al rango di maggiore e nominato comandante del 2º battaglione del 7º reggimento del Landwehr. Il 30 marzo 1844 raggiunse il grado di tenente colonnello ed il 30 settembre 1846 venne ammesso nel Baliaggio di Brandeburgo dell'Ordine di San Giovanni di Gerusalemme. Promosso colonnello, Brandenstein venne incaricato il 27 marzo 1847 del comando del 38º reggimento fanteria.
Durante la rivoluzione del 1849 nel Baden, combatté nella battaglia di Durlach e prese parte all'occupazione di Bruchsal. Brandenstein venne insignito dell'Ordine del Leone Zähringen per il suo impegno dal granduca di Baden. Il 4 dicembre 1849 divenne comandante della 13ª brigata di fanteria ed il 15 dicembre 1849 venne aggregato al 28º reggimento di fanteria. Il 4 novembre 1851 Brandenstein venne promosso al grado di maggiore generale ed il 4 maggio 1852 ricevette il comando della 25ª brigata di fanteria. Il 12 luglio 1855 divenne comandante della 9ª divisione e promosso tenente generale il 12 luglio 1855. Dal 7 maggio 1857 al 2 luglio 1858 prestò servizio come comandante della 5ª divisione. Brandenstein fu quindi messo a disposizione con una pensione ed insignito della gran croce dell'Ordine dell'Aquila Rossa con spade.
Morì a Berlino il 30 marzo 1863 e venne sepolto il 1 aprile 1863 nell'Invalidenfriedhof.

## Matrimonio e figli
Brandenstein sposò Bernhardine von Rieben (1896–1853) il 9 giugno 1818 a Tschilesen. La coppia ebbe insieme i seguenti figli:
- Sophie (n. 1819), dama dell'Ordine di Luisa
- Hans (1823–1883), colonnello prussiano, comandante di Metz, sposò nel 1874 Elfriede von Redern (n. 1839)
- Karl (1831–1886), generale di fanteria, sposò nel 1879 Sophie von Blücher (1849–1932)